# Българи в Азия
Българите в Азия са над 200 000 души. В Близкия изток са с предимно смесени бракове, обикновено българки омъжени за араби или постоянно работещи в тези страни.

## Разположение
Българите в Азия са състредоточени основно в Кипър - 70 000 и Казахстан - 50 000. Малка част са състредоточени в страните от Близкия изток - над 20 000: Катар - 8000, ОАЕ - 7000, Сирия - 1500, Ливан - 1000, Кувейт - 1000 и Йордания – 1000.

## Език
Българите в Азия, по специално в Близкия изток говорят основно на английски и/или арабски. Френски език се ползва основно в Ливан.